# Esteban Salas y Castro
Esteban Salas y Castro (L'Avana, 25 dicembre 1725 – Santiago di Cuba, 14 luglio 1803) è stato un compositore e presbitero cubano.

## Biografia
Nella parrocchiale maggiore della sua città natale studiò canto piano, violino, organo, contrappunto e composizione. Entrò nel Seminario di San Carlo all'età di quindici anni. Completò la sua formazione studiando filosofia, teologia e diritto canonico. L'8 febbraio 1764 si trasferì a Santiago di Cuba, in quanto era stato nominato maestro di cappella provvisorio per la cattedrale dal vescovo Francisco Agustín Morell de Santa Cruz. Fu ordinato sacerdote nel 1790.
Durante i suoi 39 anni di attività a Santiago di Cuba si distinse nella composizione, soprattutto di musica sacra, scrivendo per alcune composizioni anche i testi.
Sono a lui dedicati il conservatorio di Santiago di Cuba e il Festival Internazionale di Musica Corale che si svolge ogni due anni. All'Avana ogni anno si tiene il Festival di Musica Antica Esteban Salas.

## Opere
Fra le sue opere, derivate dalla scuola napoletana, si contano:
- 7 messe
- 17 Salve Regina e mottetti, salmi, inni:
  - Tota Pulcra
  - Christus factus est (antifona)
  - Passio Domini Nostri Jesu Christi secundum Joannem
  - Venite adoremus
  - Deus in adjutorium
  - Pueri Hebraeorum
  - Gloria, laus et honor
  - Ingrediente Domino
  - Officium Hebdomadae Sanctae, 1765
  - Popule meus (a 3 voci e continuo)
  - Parce mihi domine
  - ¡Oh niño soberano!
  - Requiem
  - Que dulce melodía (cantata per 3 voci, violini e basso)
  - Escuchen el contento (cantata per 4 voci, violini, tromba e basso)
  - Salve Regina in do minore
- villancicos:
  - Un musiquito nuevo, a 4 voci, solisti e violini
  - Pues logra ya, a 3 voci e violini
  - Una nave mercantil, a 3 voci e violini
  - Cándido corderito, a 2 voci e violini
  - Si al ver en el Oriente, a 4 voci, solo e violini
  - Que niño tan bello, a 2 voci e violini
  - Los bronces se estremezcan
  - Toquen presto a fuego, a 4 voci, solistai e violini
  - Claras luces
  - Venga el mundo todo, a 4 voci e violini (1793)

## Fortuna
La sua musica fu eseguita fino alla fine del XIX secolo. Dopo una breve parentesi, fu riscoperta dallo scrittore e musicologo  Alejo Carpentier. Tra la fine del XX secolo e l'inizio del XXI la sua opera è divenuta oggetto di studi musicologici, fra cui quelli compiuti da Miriam Escudero, e di incisioni, come quelle del coro Exaudi di Cuba e dell'ensemble Ars Longa de la Havane.